# فرهنگ زمین خاکستردان

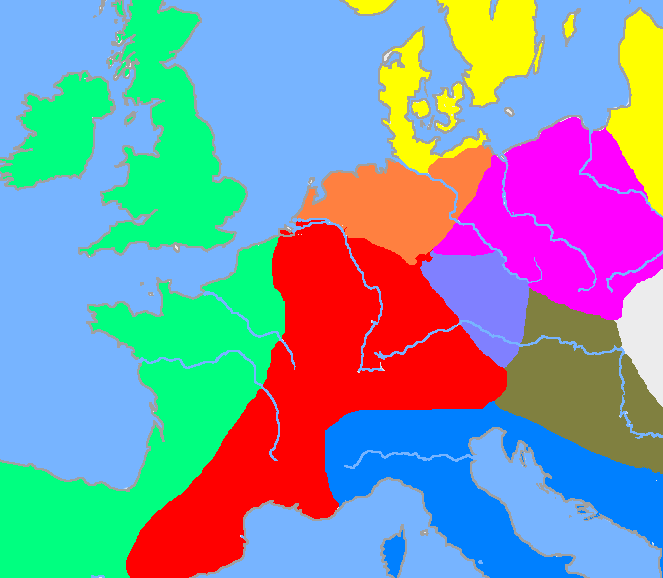
اروپای ۱۲۰۰ پ.م.، محدوده فرهنگ مرکزی زمین خاکستردان به رنگ قرمز و فرهنگ شمالی زمین خاکستردان به رنگ نارنجی دیده می‌شود.

فرهنگ زمین خاکستردان (به انگلیسی: Urnfield culture) (حدود ۱۳۰۰ پ.م. تا ۷۵۰ پ.م.) از فرهنگ‌های عصر برنز در اروپای مرکزی بود.
نام این فرهنگ از سنت مرده‌سوزی آن مردم و قرار دادن خاکستر مردگان در خاکستردان‌های مدفون در یک زمین و محوطه ویژه گرفته شده است.